# 耶和华见证人基督徒会众
耶和华见证人基督徒会众主要组织和管理耶和华见证人在美国的宗教事务。 
2002年1月通过公报宣布，耶和华见证人基督徒会众是一家合法公司，隶属于美国分部委员会。美国分部监督耶和华见证人在美国周边百慕大群岛，Turks和凯科斯群岛的事务。
公司与宾夕法尼亚守望台圣经书社和纽约守望台圣经书社共同运作。它可能发出指示给巡回监督、本地会众、长老和长老团,通过巡回监督给长老团。地区监督,区域监督和每个会众的长老团被认为是这个公司的延伸，一个会众一个会众的传递消息和保持通讯(参看耶和华见证人的治理机构), 根据公司的只是组织会众事务。
所有耶和华见证人经营的公司都是非营利的，所得利润用于组织成员和机构。这些实体法人或者公司必须在遵守圣经的前提下遵守当地州或者省以及国家的法律。(Romans 13:1)

## 文献及說明

### 出處
1. ↑  . 耶和華見證人年鑑. 2003年: 第24页.
2. ↑   (PDF). 王国传道月报. 2002年, (1月): 第7頁  [2019-06-15]. （原始内容存档 (PDF)于2018-12-07）.

### 說明
1. ↑  英語原文爲Christian Congregation of Jehovah's Witnesses。

### 参看
- 耶和华见证人的组织结构
- 耶和华见证人的合法机构